# Carmen Calvo Poyato
Carmen Calvo Poyato (Cabra, 7 juni 1957) is een Spaans jurist, universitair docent en politica. Sinds 2019 is zij namens de socialistische partij PSOE eerste viceminister-president en minister van het presidentschap, relatie met de Cortes en democratisch geheugen, in de tweede regering van Pedro Sánchez gedurende de veertiende Spaanse legislatuurperiode. Carmen Calvo is een actief feministe en heeft aan een aantal feministische boeken meegewerkt. 

## Loopbaan
Calvo studeerde rechten aan de Universiteit van Sevilla en promoveerde in staatsrecht aan de Universiteit van Córdoba. Door haar interesse in sociale vraagstukken komt ze in de invloedssfeer van de socialistische partij PSOE terecht, en van 1996 tot 2004 is ze regionaal minister voor cultuur en erfgoed in Andalusië. In 1999 wordt ze ook daadwerkelijk lid van de PSOE.
In 2004 maakt ze de overstap naar de landelijke politiek en wordt ze tijdens de achtste legislatuur minister van cultuur in de eerste regering Zapatero. Ze heeft een van de laagste populariteitsscores in het kabinet en in juli 2007 wordt ze door Zapatero weer uit deze post verwijderd, waarna de rest van de achtste legislatuur vicevoorzitster van het Congres van Afgevaardigden is, en in een aantal commissies zitting neemt.
Tijdens de stormachtige voorverkiezingen van de PSOE in 2017, die een ware bijltjesdag teweegbrengen, schaart ze zich achter Pedro Sánchez. Sinds die de leiding van de PSOE op zich heeft genomen, is Calvo een van de invloedrijkste personen binnen de partij. Als de PSOE na de val van de tweede regering Rajoy tijdens de tumultueuze twaalfde legislatuur in juni 2018 de macht overneemt, wordt Calvo viceminister-president en minister van het presidentschap, relatie met de Cortes en gelijkheid. Ze blijft deze post behouden tijdens de gehele kortstondige dertiende legislatuur als de regering in demissionaire staat aanblijft. 
Als op 13 januari 2019 de minderheidsregering van PSOE, Podemos en Izquierda Unida wordt geïnstalleerd, neemt ze de positie in van eerste viceminister-president en minister van het presidentschap, relatie met de Cortes en democratisch geheugen. 

## Persoonlijk leven
Uit een eerste huwelijk heeft Calvo een dochter. Ze heeft een tweede huwelijk achter de rug met Manuel Pérez Yruela, een Andalusisch politicus die woordvoerder was van de regionale regering onder leiding van José Antonio Griñán.